# Ibrahima Cissé (futbolista nacido en 1994)
Ibrahima Cissé (Bélgica, 28 de febrero de 1994) es un futbolista belga de origen guineano que juega como centrocampista en el Dibba Al-Hisn S. C. de la UAE Pro League.

## Clubes
| Club                | País                   | Año       |
| ------------------- | ---------------------- | --------- |
| Standard de Lieja   | Bélgica                | 2012-2014 |
| R. K. V. Mechelen   | Bélgica                | 2014-2016 |
| Standard de Lieja   | Bélgica                | 2016-2017 |
| Fulham F. C.        | Inglaterra             | 2017-2020 |
| R. F. C. Seraing    | Bélgica                | 2020-2022 |
| F. C. Ural          | Rusia                  | 2022-2024 |
| Dibba Al-Hisn S. C. | Emiratos Árabes Unidos | 2024-     |